# 小行星8951
小行星8951（英語：8951）是一颗围绕太阳公转的小行星。1997年3月19日，北京天文台施密特CCD小行星计划在兴隆发现了此天体。
这颗小行星的绝对星等为206.5303240540904等。